# Waverly (Iowa)
Waverly település az Amerikai Egyesült Államok Iowa államában, Bremer megyében, melynek megyeszékhelye is. Lakosainak száma 10 394 fő (2020. április 1.).

## Népesség
A település népességének változása:

| 2010 | 9 874  |
| 2020 | 10 394 |